# Ria van Dyke
Ria van Dyke, née le 16 février 1989 à Kawerau en Nouvelle-Zélande, est une mannequin néo-zélandaise.

## Biographie

### Enfance et formation
Elle est diplômée à l'Université d'Auckland avec un baccalauréat en Arts.

### Carrière
En 2010, elle est couronnée Miss Univers Nouvelle-Zélande.
Elle est actuellement l'égérie de la marque cosmétique Innoxa.